# Belona pacyficzna
Belona pacyficzna (Strongylura anastomella) – gatunek ryby belonokształtnej z rodziny belonowatych (Belonidae).

## Występowanie
Wschodni Pacyfik od Japonii po Wietnam.

## Cechy morfologiczne
Osiąga 1 m długości i 1 kg masy ciała. Ciało wydłużone, ogon również wydłużony, bez kilu. Płetwa ogonowa ścięta. W płetwie grzbietowej 17–21 promieni, w płetwie odbytowej 21–25 promieni. 

## Rozród
Ikra jest przytwierdzana do podwodnych przedmiotów za pomocą nitkowatego wyrostka.